# Мю Большого Пса
Мю Большого Пса (лат. μ Canis Majoris), 18 Большого Пса (лат. 18 Canis Majoris) — кратная звезда в созвездии Большого Пса на расстоянии (вычисленном из значения параллакса) приблизительно 907 световых лет (около 278 парсеков) от Солнца. Видимая звёздная величина звезды — +4,08m. Возраст звезды оценивается как около 11,6 млн лет.

## Характеристики
Первый компонент (HD 51250) — оранжевый гигант спектрального класса K3II или K2/3III. Радиус — около 58,06 солнечных, светимость — около 42 солнечных. Эффективная температура — около 4141 К.
Второй компонент (HD 51251) — бело-голубая звезда спектрального класса B8,5 или B9/A0V. Масса — около 14,7 солнечных.